# جان بارکلی راسر
جان بارکلی راسِر (به انگلیسی: John Barkley Rosser) (۱۹۸۹–۱۹۰۷) منطق‌دانی آمریکایی و استاد دانشگاه ویسکانسین-مدیسن بود.
راسر در دانشگاه پرینستون تحت نظر آلونزو چرچ دکترا گرفت. یکی از اولین و مشهورترین کارهای راسر در منطق ریاضی قوی‌ترکردنِ قضیهٔ اولِ ناتمامیت گودل بود. در اثبات اولیهٔ گودل، جمله‌ای ساخته می‌شد با این خوانشِ طبیعی که «من اثبات‌پذیر نیستم». برای نشان‌دادن ابطال‌ناپذیری این جمله، گودل از فرضی مشهور به اُمِگا-سازگاری استفاده کرد که فرضی است قوی‌تر از سازگاریِ ساده. پنج سال بعد از انتشارِ مقالهٔ گودل، راسر جمله‌ای ساخت با این خوانش طبیعی که «اگر برهانی مرا اثبات کند، برهانِ کوتاه‌تری هست که نقیضِ مرا اثبات می‌کند». راسر نشان داد که برای نشان‌دادن ابطال‌ناپذیری این جمله، سازگاریِ ساده کفایت می‌کند.
در نظریهٔ تحلیلیِ اعداد، قضیهٔ راسر از او است.

## آثار
- Rosser, J. Barkley (1936). Extensions of some theorems of Gödel and Church. The Journal of Symbolic Logic, 1: 87-91.
- Rosser, J. Barkley (1953). Logic for Mathematicians. McGraw-Hill.